# هوزون آتو
هوزون آتو (چینی: 合众汽车; پین‌یین: Hé zhòng qì chē) شرکت خودروسازی چینی است، که در سال ۲۰۱۴ تأسیس شد.